# Гуго Капет
Гу́го Капе́т (фр. Hugues Capet; около 940, Дурдан — около 24 октября 996, Прасвиль) — сначала герцог франков (960—987), затем их король (987—996), основатель королевской династии Капетингов. В течение своего недолгого правления был занят борьбой с последними представителями династии Каролингов из-за короны и со Святым Престолом из-за реймсской архиепископской кафедры.

## Биография

### Происхождение
По отцовской линии Гуго Капет происходил из знатного франкского рода Робертинов. Как и многие другие крупные семейства во франкском государстве, династия происходит из области между Рейном и Маасом, в которой располагались родовые владения Пипинидов — предков Каролингов. Предки Робертинов, как и другие представители этого круга, были связаны с правителями семейными узами, они фактически передавали по наследству графские должности, а их могущество в том числе опиралось на крупные монастыри. Также во владении предков Робертинов были обширные земли, которые либо находились в их собственности, либо прилагались к графской должности в качестве honor.
Основателем династии Робертинов, заложившим основы ее могущества, был Роберт Сильный, который по наиболее распространённой сейчас версии происходил из рода графов Вормсгау. Он перебрался из рейнских владений предков в Нейстрию, где получил обширные и богатые владения. Они не представляли собой единого земельного комплекса и первоначально не имели названия. Условно их называют «Робертинское государство». В их состав входили графства Анжуйское, Вандомское и Мэнское, позже было присоединено и графство Парижское. Восточная часть на землях между Ланом и Орлеаном составила основу королевского домена Капетингов. Кроме того, Робертинам принадлежал ряд крупных аббатств, включая Сен-Мартен-де-Тур и Сен-Дени, считавшиеся сакральными местами королевской династии. Владения Робертинов между Сеной и Луарой получили название «Нейстрийская марка».
Сыновья Роберта Сильного, Эд и Роберт, упрочили могущество династии. Эд после низложения в 887 году императора Карла III Толстого был избран королём Западно-Франкского королевства, но после его смерти на престол был возведён представитель династии Каролингов Карл III Простоватый. Однако в 922 году на престол был возведён брат Эда Роберт I, который в 923 году погиб в битве против Карла Простоватого, который вскоре после этого попал в плен к графу Герберту II де Вермандуа и умер в заточении. Сын Роберта I, Гуго Великий, судя по всему, сам отказался от престола, в результате королём был выбран Рауль Бургундский. После смерти Рауля в 936 году Гуго Великий стал инициатором избрания на престол представителя династии Каролингов — Людовика IV Заморского. Вероятно причиной этого стало стремление Гуго восстановить мир в королевстве, нарушаемый постоянными конфликтами. В это время детей Гуго не имел, потому не мог гарантировать преемственность власти. Ко всему прочему, этот выбор ударял по самому могущественному противнику Гуго — Герберту II де Вермандуа.
При новом короле Гуго Великий был самым могущественным магнатом королевства, получив титул «герцог франков». Людовик его называл «вторым после нас во всех наших королевствах». Однако амбиции Гуго позже привели конфликту с Людовиком IV, их противостояние продолжалось до смерти короля в 954 году.
Мать Гуго Капета, Гедвига Саксонская, была дочерью короля Восточно-Франкского королевства Генриха I Птицелова из Саксонской династии. Также она была сестрой королевы Герберги, жены Людовика IV, и короля (а затем императора) Оттона I, который, не желая чрезмерного усиления Робертинов, пытался удерживать равновесие между королём и его вассалом. Так, в 946 году ему пришлось устроить поход, чтобы освободить попавшего в плен к Гуго Людовика IV.

### Ранние годы
Гуго Капет родился между 939 или 941 годами. Местом его рождения вероятнее всего был Дурдан.
О биографии Гуго Капета до 956 года неизвестно ничего. Будущий король, видимо, не получил никакого образования. Источники сообщают, что он не знал латынь.

### Наследство

Западно-Франкское королевство в середине X века

В 956 году, когда умер его отец, Гуго Капету было не больше 17 лет. В состав его наследства входили маркграфство Нейстрия и титул герцога франков. Таким образом, в состав его владений входили все земли, которые собрали его предки, за исключением Бургундии, которую унаследовал его младший брат Оттон. Ещё один брат, Эд, стал клириком, однако после смерти Оттона он унаследовал Бургундию (под именем Генрих).
По мнению историка Эндрю У. Льюиса, данный раздел владений Гуго Великого стал следствием продуманной династической политики, направленной на то, чтобы сохранить могущество наследника, а также избежать чрезмерного дробления владений. При этом подобная политика была в ходу у многих крупных родов, представители которой передавали старшему сыну honor — земли, которые прилагались к должности (титулу) графа. У Робертинов подобной политике способствовало и то, что в каждом поколении количество наследников было мало. Кроме того, Робертины, как и большинство других родов, обладали родовым самосознанием, одним из признаков которого было использование имён предков и искусная матримониальная политика. Таким образом, «всё указывает на существование семейного порядка, который отдавал преимущество наследника, что означало становление династии».
Из-за несовершеннолетия сыновей Гуго Великого, опекуном стал их дядя по матери — архиепископ Кёльна Бруно, брат императора Оттона I, который одновременно был опекуном юного короля Франции Лотаря, отец которого умер в 954 году. Несмотря на молодость, Лотарь постарался воспользоваться несовершеннолетием сыновей Гуго Великого, чтобы добиться территориального преимущества над Робертинами. Воспользовавшись конфликтами из-за Бургундского наследства, он осенью отправился в Бургундию вместе с Гуго Капетом. По мнению историка Ф. Лота этот поход был затеян в интересах Робертинов, которые претендовали на Аквитанию, однако в Бургундии Лотарь решил захватить несколько городов, что вызвало бурную ссору с Гуго. Чтобы помирить их, в Бургундию спешно прибыл архиепископ Бруно, но ему удалось только заставить противников заключить перемирие в 959 году. Примирение наступило только в 960 году, когда Бруно уговорил Гуго Капета и его брата Оттона принести клятву верности Лотарю, взамен король признал за Гуго титул герцога франков, а за Оттоном — герцога Бургундии.
Хотя Гуго Капет и владел наследственными землями Робертинов, но он был не таким могущественным правителем, как его отец. Его владения располагались между Парижем на севере и Орлеаном на юге. Кроме того, в его подчинении был ряд не очень крупных городов (Санлис, Этамп, Мелён, Корбей, Дрё). В каждом из городов у Гуго был дворец и подчинённые рыцари. Кроме того, Гуго был светским аббатом ряда монастырей (Сен-Мартен-де-Тур, Сен-Бенуа-сюр-Луар, Сен-Жермен-де-Пре, Сен-Мор-де-Фоссе и некоторых других). Однако его владения были сильно разбросаны, между ними располагались земли враждебных ему феодалов (например, сеньоров Монлери и Монморанси). Кроме того, и вокруг его владений между Луарой и Сеной располагались владения могущественных сеньоров, хотя предки некоторых из них получили свои замки и города от Робертинов, но они в середине X века стали независимыми, воспользовавшись слабостью Робертинов после смерти Гуго Великого. Например, граф Блуа Тибо Плут, бывший вассал Гуго Великого, в 960 году был признан королём Лотарем графом Блуа и Тура, в состав его владений также входили Шартр и Шатодён. В своих владениях он возвёл замки Блуа, Шартр, Шатодён и Шинон, что олицетворяло его стремление к власти. А его старший сын и наследник, Эд I, который ещё больше увеличил владения, был личным врагом Гуго Капета. Также независимыми стали и графы Анжу: хотя Жоффруа I Гризегонель в 966 году именовал себя «графом Анжуйским Божьей милостью и щедростью моего господина Гуго», но его сын Фульк III Нерра фактически себя вассалом Гуго не признавал, именуя себя в 989 году «графом Анжуйским Божьей милостью». Но в отличие от графов Блуа, графы Анжу были союзниками Гуго. Ещё одним верным союзником Гуго был граф Вандома Бушар.

### Герцог франков при последних Каролингах
После смерти Оттона в 965 году Гуго организовал избрание герцогом Бургундии последнего своего брата — Эда Генриха, причём без согласования этого шага с королём. С этого момента Бургундия не считалась королевским леном: её правители были вассалами только франкского герцога.
В дальнейшем, опираясь на союз со своими родственниками Лиудольфингами и архиепископом Реймса, Гуго смог сохранить видное положение в северной части королевства. В конфликте между Лотарем и Оттоном II он поддержал Лотаря: в 979 году Гуго принял участие в походе на Ахен, а во время ответного наступления императора выдержал осаду в Париже и заставил его отступить. Тем не менее, известно о встрече Гуго Капета и императора Оттона II в Риме в 981 году, что демонстрирует определённые переговоры Гуго и Оттона за спиной Лотаря.

### Избрание на престол
В 986 году король Лотарь умер, передав своего 19-летнего сына Людовика V под опеку Гуго. После 14-месяцев царствования, молодой Людовик погиб на охоте (внезапную смерть его также приписывали в то время намеренному отравлению). Законным наследником престола был его дядя Карл Лотарингский, но у этого претендента были сильные враги внутри королевства во главе с архиепископом Реймса Адальбероном. К тому же многие не хотели видеть на престоле вассала императора, а правящие круги Германии не желали чрезмерного усиления герцога Лотарингского.
На ассамблею знати в Санлисе, находившемся в центре владений Гуго, большинство прибыло, уже настроенное в пользу герцога франков (конец мая 987 года). Адальберон Реймсский в своей речи перед собравшимися заявил, что Карл «потерял голову настолько, что посмел служить чужому королю и жениться на неровне, женщине из сословия вассалов», тогда как герцог Гуго обладает всеми необходимыми монарху качествами. Гуго получил единодушную поддержку. Коронация и помазание на царство произошли 3 июля 987 года в Нуайоне. Хотя Гуго по традиции именовался «королём франков», его королевство современники называли Западной Франкией.

Французское королевство в начале правления Гуго Капета (987 год).

### Правление
Чтобы упрочить своё положение, Гуго уже через полгода после собственного избрания организовал коронацию своего сына Роберта как соправителя. Выборы перед этим не проводились. Таким образом, Гуго положил начало новой традиции: первые Капетинги ещё при жизни возводили своих сыновей на престол для того, чтобы избежать выборов, в ходе которых мог воцариться представитель другой династии. Эта традиция сыграла важную роль в переходе от выборной монархии к наследственной.
Властью в полном объёме новый король обладал только в ряде небольших владений на севере королевства: это были земли Робертинов между Парижем и Орлеаном, несколько графств, унаследованных от Каролингов, а также ряд аббатств и епископств. В Нейстрии в период после смерти Гуго Великого произошло усиление графов Блуа и Анжу. Это делало Гуго равным или даже уступавшим по силе ряду территориальных князей, ограничивавшихся формальным подчинением его сану. Земли к югу от Луары были абсолютно независимы от короны, но номинальная верховная власть Гуго была признана здесь достаточно быстро.
Другой была ситуация на севере. Здесь союзниками Карла Лотарингского были граф Труа, Эд Блуаский и архиепископ Санса — традиционный противник архиепископа реймсского. В 988 году, передав управление герцогством своему сыну Оттону, Карл начал войну против Гуго и занял Лан, считавшийся столицей королевства. Гуго и Роберт осадили город, но его защитники отбили штурм, а позже успешной вылазкой заставили осаждающих отступить.

Королевский домен Гуго Капета ок. 995 г.

Когда умер Адальберон, Гуго решил сделать архиепископом Реймса внебрачного сына короля Лотаря Арнульфа, чтобы таким образом перетянуть его на свою сторону. Но результат оказался совершенно другим: новый архиепископ сдал Реймс Карлу Лотарингскому (август 989 года). Правда, Карл не смог использовать преимущество, связанное с контролем над местом для коронаций. 29 марта 991 года и он, и Арнульф были схвачены благодаря вероломству епископа Лана Адальберона и выданы Гуго Капету. Король заточил Карла с женой и детьми в крепость в Орлеане, где тот умер не позже 995 года.
Победив в войне, Гуго добился осуждения церковным синодом предавшего его Арнульфа как клятвопреступника (июнь 991 года) и сделал архиепископом Реймсским Герберта Орильякского. Это стало причиной конфликта короля с папой Иоанном XV, претендовавшим на исключительное право смещать и назначать архиепископов. Требования папы освободить Арнульфа и вернуть ему кафедру Гуго игнорировал; развернулась острая полемика, в которой один из поддерживавших короля прелатов даже сравнил папу с Антихристом. В конце концов церковный синод в Мюзоне в 995 году признал осуждение Арнульфа незаконным, но фактическую ситуацию это не изменило: Арнульф оставался в заточении. Его примирение с новой династией произошло только после смерти Гуго.
Король Гуго поддерживал развернувшуюся в его правление клюнийскую реформу. Так, по его желанию были реформированы аббатства Сен-Дени и Сен-Мор-де-Фоссе.
Гуго Капет умер 24 октября 996 года под Шартром — вероятно, от оспы. Он был похоронен, так же, как и его отец, в Сен-Дени.

### Семья
Жена: приблизительно с 968 года Аделаида Аквитанская (около 950/955 — около 1004), дочь графа Пуатье и герцога Аквитанского Гильома III Патлатого и Адель Нормандской. В этом браке родились четверо детей:
- Гизела (ок. 970 — около 1000); муж: до 987 года — сеньор д’Аббевиль и де Понтье Гуго I (умер в 1000 году);
- Гедвига (Эдвига) (около 969 — после 1013); муж: приблизительно с 996 года —граф Геннегау (Эно) Ренье IV (950—1013);
- Роберт II Благочестивый (около 27 марта 972 — 20 июля 1031), король Франции с 996 года;
- Аделаида (около 973—1068);

Также возможно у Гуго был один незаконнорождённый сын от неизвестной любовницы:
- Гозлен Флёрийский (умер в 1030), аббат Флери около 1005 года, архиепископ Буржа в 1013 году.

## Прозвище
Добавление к имени «Капет» (Capet) не было прижизненным. Оно впервые упоминается в источниках XI века, причём применительно к Гуго Великому. Источники начинают называть Капетом короля Гуго только с XII века.
Смысл прозвища был утрачен уже в XIII столетии. Скорее всего оно было образовано от латинского слова cappa, обозначающего головной убор, в частности — такой, какой носят аббаты. Вероятно, Гуго Великого и его сына называли так потому, что они были светскими аббатами ряда монастырей — таких, как Сен-Жермен-де-Пре, Сен-Дени, Сен-Мор-де-Фоссе и других. Согласно другой версии, имелся в виду только один конкретный головной убор, считавшийся реликвией, принадлежавшей Мартину Турскому; в этом случае Гуго Великий и его сын получили прозвище как аббаты монастыря Сен-Мартен-де-Тур.

## Оценки
Главными при рассмотрении личности Гуго Капета в средние века были вопросы о легитимности его власти и о его роли как основателя династии. В Новое время на первый план вышел вопрос о том, какую роль во французской истории сыграл переход власти от Каролингов к Капетингам.

### Средние века
Около 1030 года хронист Адемар Шабанский утверждал, что Каролинги потеряли корону из-за их «неблагодарности милости Божьей», а Гуго получил её по праву как «друг Святой Церкви и ревностный поборник справедливости»; вероятно, такая точка зрения была в то время широко распространена. Тем не менее, законность смены династии часто оспаривалась. Многие хронисты (особенно в XI—XII веках) называли Гуго Капета узурпатором; иногда утверждалось, будто Карл Лотарингский был не дядей Людовика Ленивого, а братом, что делало воцарение Гуго ещё более явной узурпацией.
В XIII веке была широко распространена (особенно в Италии) антикапетингская легенда о якобы низком происхождении династии. Гуго Капета называли сыном парижского мясника. Этот мотив использовал Данте Алигьери, поместивший Гуго (которого он, видимо, не отличал от его отца) в чистилище и вложивший в его уста целую речь, начинающуюся с признания «Я корнем был зловредного растенья»:
                    Я был Гугон, Капетом нареченный,

                    И не один Филипп и Людовик

                    Над Францией владычил, мной рожденный.

                    Родитель мой в Париже был мясник;

                    Когда старинных королей не стало,

                    Последний же из племени владык

                    Облекся в серое, уже сжимала

                    Моя рука бразды державных сил,

                    И мне земель, да и друзей достало,

                    Чтоб диадемой вдовой осенил

                    Мой сын свою главу и длинной смене

                    Помазанных начало положил.
Гуго стал главным героем одной из жест, созданной около 1360 года. Здесь также использовался мотив низкого происхождения Капетингов, но в смягчённой и более позитивно обработанной форме. Гуго становится уже не сыном, а внуком мясника, причём самого богатого в стране. За свои большие рыцарские заслуги он получает руку наследницы французской короны Марии — к радости всех парижан и к большому огорчению для знати. Это произведение отражало реалии внутриполитического кризиса, когда жители Парижа во главе с Этьеном Марселем на короткое время стали важной политической силой. Елизавета Лотарингская около 1437 года создала прозаическую версию этой жесты на немецком языке под названием «Hug Schapler».

### Новое время
Франсуа Гизо видел в избрании Гуго проявление феодального строя, который к концу X века уже сложился окончательно. Гуго не стал сильнее вследствие коронации: в глазах феодалов королевский титул давно не имел реального значения, так что, возведя на престол одного из своей среды, они не предоставили ему какую-либо дополнительную власть.
В целом в XIX веке были широко распространены взгляды на Робертинов-Капетингов и на Гуго Капета в частности как на носителей национального начала, противостоявших Каролингам, которые, в свою очередь, олицетворяли приходящий в упадок универсализм. Так, Огюстен Тьерри усматривал в избрании Капета последний этап борьбы между «германской расой» и «галлами», которая привела к распаду империи Карла Великого, а затем к замене в Западно-Франкском королевстве правителей германского происхождения «национальными».
Русский медиевист Н. М. Бубнов в устранении Карла Лотарингского, вассала германского короля, видел победу национально-государственных интересов над каролингско-династическими. Князья, собравшиеся в Санлисе, понимали, что продолжение борьбы между могущественными Робертинами и слабыми, но опиравшимися на свои права Каролингами угрожает самому существованию государства, так как открывает Германии широкие возможности для экспансии на западе.
В конце XIX века против трактовки этих событий в духе национализма выступил один из ведущих французских медиевистов Фердинанд Лот, подчёркивавший отсутствие идейных различий между Каролингами и Капетингами. Такая точка зрения стала со временем господствующей. Шарль Пти-Дютайи обратил внимание на то, что предки Гуго Капета с конца IX века чередовались на престоле с Каролингами, из-за чего «так называемая перемена династии в 987 г. представляет собой не что иное, как приём, придуманный историками, чтобы удобнее расположить факты». В глазах современной науки воцарение Гуго Капета осталось незамеченным современниками.
В отношении самого Гуго Капета звучат умеренно-негативные оценки как неяркой личности, мало повлиявшей на общий ход событий. Фердинанду Лоту принадлежит критичное высказывание о короле Гуго как «слабом, неуверенном в себе человеке, который не мог сделать шаг, не посоветовавшись с кем-нибудь, и чья осторожность переходила в малодушие». Схожие суждения высказывались и позже. По мнению Д.Бартелеми, «осторожные сеньоры, крючкотворы и святоши» выбрали королём слабого Гуго «из принципиально консервативных соображений, …чтобы избежать любых авантюр».
Тысячелетие воцарения Капетингов в 1987 году стало поводом для новых публикаций на эту тему.

## Комментарии
1. ↑  Honor (буквально: честь) — термин, которым в средневековой Англии и Франции обозначали фьеф, включавший все владения вассала. Обычно эти владения включали основной домен, который давал им название, и ряд меньших владений, разбросанных по всему графству, герцогству или королевству сюзерена.
2. ↑  Умерший в 956 году герцог Бургундии Жильбер имел только трёх дочерей. Незадолго до его смерти Гуго Великий женил своего второго сына, Оттона, на старшей дочери Жильбера, её наследством были графства Бон и Осер и титул герцога Бургундии. Другая дочь, жена Ламберта (сына виконта Дижона Роберта), унаследовала Шалон. Однако обделённой оказалась третья дочь, жена графа Труа Роберта де Вермандуа, который в 957 году восстал, пытаясь получить себе часть владений Жильбера, но был вынужден подчиниться королю, который предпринял поход в Бургундию. В 958 году восстал старший брат Ламберта де Шалона, граф Дижона Рауль, который попытался присвоить себе часть наследства брата, но также неудачно. В 959 году Роберту де Вермандуа удалось захватить Дижон, только в 960 году Лотарю удалось  сломить его сопротивление[6].
3. ↑  Людовик IV пожаловал в 943 году Гуго Великому титулы герцога Аквитании и Бургундии[7]. Став после смерти Людовика опекуном Лотаря, Гуго заставил молодого короля подтвердить это пожалование, а в 955 году предпринял поход против графа Пуатье Гильома Патлатого, который также претендовал на титул герцога Аквитании, однако поход провалился[8].